# Évariste Kimba
Evariste Kimba Mutombo (16 de julho de 1926 - 2 de junho de 1966) atuou brevemente como primeiro-ministro da República do Congo entre 18 de outubro a 25 de novembro de 1965. Um protégé do presidente Joseph Kasavubu, caiu em desgraça com principal inimigo de Kasavubu, Joseph Mobutu (posteriormente Mobutu Sese Seko), que este se tornou o homem forte congolês em novembro de 1965. Mobutu, submeteu Kimba a uma farsa judicial e o condenou à morte por alta traição. Em junho de 1966 Kimba foi enforcado diante de uma imensa multidão em Kinshasa, juntamente com outros ex-ministros Jérôme Anany, Emmanuel Bamba e André Mahamba.

## Biografia
Kimba nasceu em 16 de julho de 1926, na aldeia de Nsaka na província de Katanga do Norte. O pai de Kimba era um trabalhador ferroviário. Ele passou grande parte de sua juventude em Elizabethville, onde frequentou escolas católicas romanas. Após ter recebido educação básica, Kimba passou a trabalhar na ferrovia como seu pai, mas continuou a estudar à noite, tornando-se um jornalista. 
De 1960 a 1963, foi ministro das Relações Exteriores do Estado de Katanga. 
Kimba foi nomeado primeiro-ministro em 16 de outubro de 1965, após a destituição de Moise Tshombe pelo então presidente Joseph Kasa-Vubu.  Tanto Kasa-Vubu como Kimba foram removidos do cargo seis semanas mais tarde, quando, em 25 de novembro de 1965, Mobutu encenou uma golpe de Estado.
Em 31 de maio de 1966, Kimba foi preso pelas forças de segurança de Mobutu e acusado publicamente de tomar parte em uma conspiração para derrubar Mobutu. Em 2 de junho de 1966, Kimba e os outros dois homens acusados no complô foram enforcados publicamente em Kinshasa diante de uma multidão de mais de 100.000 pessoas. 